# Гевко Володимир Леонідович
Володимир Леонідович Гевко (нар. 20 серпня 1975, Товсте, Тернопільська область) — український економіст, політик, підприємець.
Доктор економічних наук, професор кафедри безпеки і правоохоронної діяльності Західноукраїнського національного університету. Народний депутат IX скликання від політичної партії «Слуга народу». Заступник голови комітету ВРУ з питань бюджету, голова Тернопільської обласної організації партії «Слуга народу».

## Життєпис
1997 року закінчив Тернопільський технічний університет, спеціальність «Менеджмент у виробничій сфері».

### У приватному секторі
1996—1999 — координатор з маркетингу БФ «Бізнес-Інкубатор Тернопільщини».
1999—2000 — керівник відділу маркетингу Тернопільського м'ясокомбінату.
2002—2004 — комерційний директор Тернопільської газети.
2001—2019 — власник і директор «Профі-Центр».

### У Тернопільському технічному університеті
1997—2000 — інженер кафедри менеджменту у виробничій сфері Тернопільського державного технічного університету;
2000—2001 — завідувач лабораторії кафедри менеджменту у виробничій сфері;
2001—2004 — асистент кафедри менеджменту у виробничій сфері;
2004—2013 — старший викладач кафедри;
2013—2017 — доцент кафедри;
2017—2019 — у докторантурі університету.

### У Західноукраїнському університеті
З жовтня 2021 року — професор кафедри безпеки і правоохоронної діяльності Західноукраїнського національного університету.

## Політика
Був кандидатом у депутати Тернопільської міськради. 2010 року балотувався від партії «За Україну!». У 2015 році балотувався до Тернопільської міської ради від Блоку Порошенка «Солідарність» по округу № 5 як член партії. Був помічником депутата Тернопільської міської ради VI скликання Михайла Окаринського.
З листопада 2015 року по липень 2019 року — Голова регіональної ради підприємців Тернопільської області та член Ради підприємців при Кабінеті Міністрів України.
2019 року обраний народним депутатом IX скликання від партії «Слуга народу» (в.о. № 167, Чортків, Борщівський, Заліщицький, Чортківський район). Заступник голови комітету з питань бюджету. Голова тернопільської обласної організації партії Слуга народу.
22 липня 2025 року голосував за ухвалений з численними порушеннями закон України 12414, який серед іншого позбавляє незалежності органи САП і НАБУ, що спричинило всеукраїнські акції протесту.

## Кримінальні розслідування

### Порушення декларування
1 лютого 2023 року колегія суддів Вищого антикорупційного суду задовольнила клопотання Гевка, звільнивши його від кримінальної відповідальності за вчинення правопорушення, передбаченого ч. 1 ст. 366-2 ККУ, «через щире каяття». Депутат підозрювався у недобросовісному декларуванні майна, реальні статки якого перевищували на 3,7 млн грн.: слідство встановило, що вiн не вніс до декларації за 2020 рік відомості про оренду житла в центрі Києва вартістю понад 3,7 млн грн. Також майже на 10 тис. грн занижена сума коштів, розміщених на депозитах, некоректно відображені й відомості з одержаних відсотків за цими депозитами.

### Смертельна ДПТ
20 березня 2023 року за участі автівки, якою керував депутат на дорозі Тернопіль — Львів — Рава-Руська у селищі Золочівського району Львівської області було збито пішохода за межами нерегульованого пішоходного переходу. Про це депутат повідомив у себе на сторінці в соцмережі, заявив про співпрацю зі слідством та проходження всіх необхідних перевірок. Від великої швидкості пілота збитого пішохода розбило радіатор машини, тіло було протягнуте до полотна пішохідного переходу протягом 50 метрів, потерпілий помер на місці від отриманих травм. Швидкість транспортного засобу, обставини трагедії, встановлення винних публічно після 21 березня не оголошувались.

## Наукова діяльність
З 2013 — кандидата економічних наук, дисертація на тему «Інформаційне забезпечення взаємовідносин з клієнтами підприємств машинобудування» у Тернопільському технічному університеті.
У червні 2015 року отримав звання доцента кафедри менеджменту у виробничій сфері.
2021 — захистив докторську дисертацію на тему: «Методологічний базис формування організаційної культури підприємств мережевих структур».

## Сім'я
- Дружина — Ольга Борисівна Гевко.
- Діти — дочки Злата, Марта.
- Брат — Віктор Гевко — український комік, учасник команди КВН «VIP Тернопіль».

## Відзнаки
- 2016 — почесна грамота від Тернопільської обласної державної адміністрації за внесок у реалізацію молодіжної політики;
- 2018 — подяка мера Тернополя;
- 2022 — відзнака від Академії соціального управління Фонду реєстрації неординарних ідей й проєктів.